# Hunt-Lenox Globe

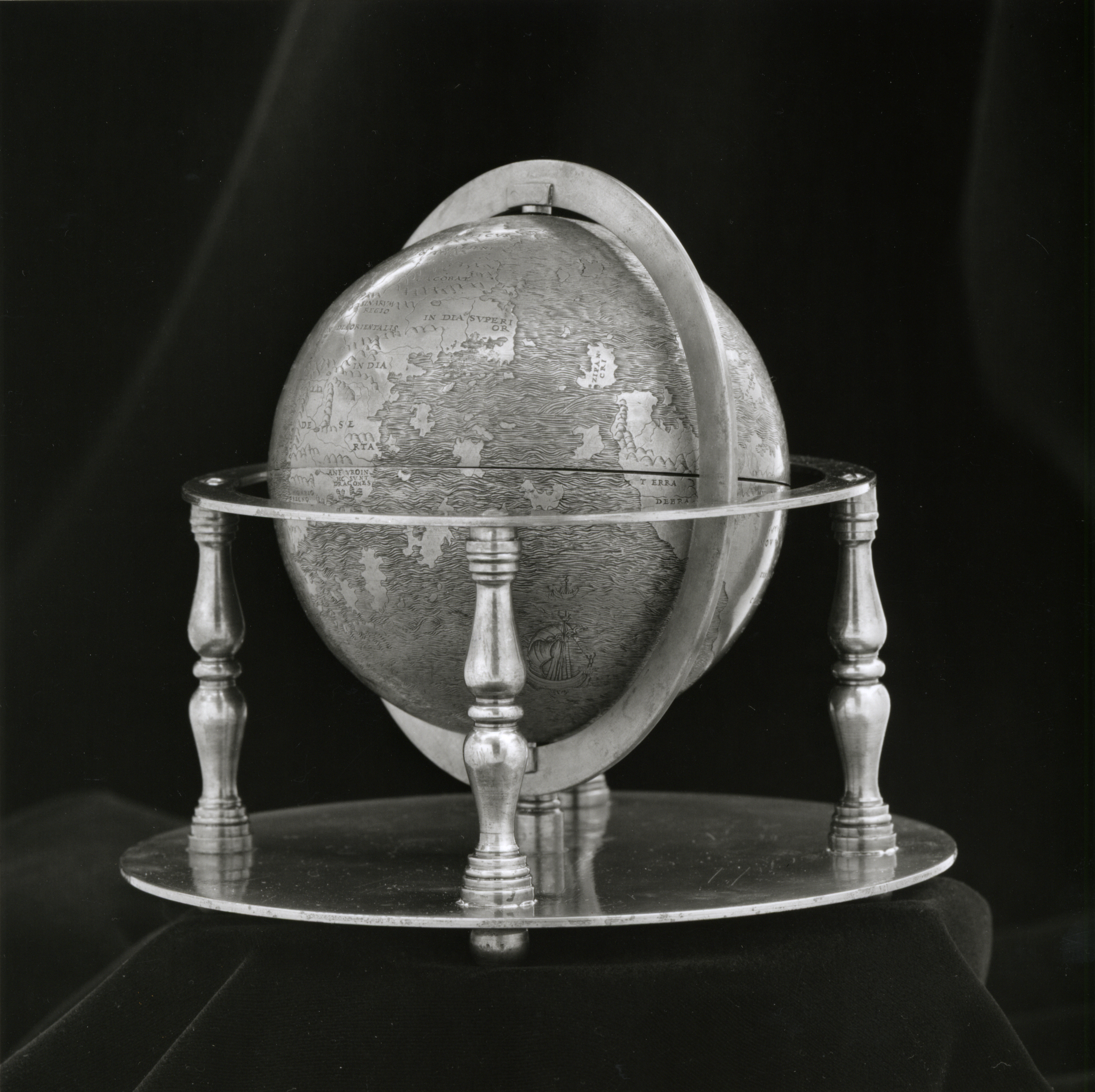
Il globo Lenox

Lo Hunt–Lenox Globe o globo di Lenox, risalente al 1510 circa, è il terzo globo terrestre più antico conosciuto, dopo l'Erdapfel di Martin Behaim risalente al 1492 e il suo identico fratello e apparente prototipo, il Globo Da Vinci, risalente al 1504. L'Hunt-Lenox Globe è ospitato nella Rare Book Division della New York Public Library. È importante poiché è uno dei soli due casi noti di una mappa storica che utilizza la frase HC SVNT DRACONES (in latino hic sunt dracones significa "qui ci sono i draghi").

## Descrizione

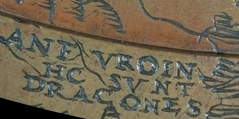
Primo piano del testo "Hic Sunt Dracones

Il globo Lenox è un globo cavo in rame rosso senza patina verde o nera che misura circa 112 millimetri di diametro. È composto da due parti separate, unite all'equatore, e doveva essere il centro di una sfera armillare in quanto presenta dei fori ai poli. La frase HIC SVNT DRACONES appare sulla costa orientale dell'Asia.
Il metodo di costruzione di questo globo era sconosciuto fino alla pubblicazione sul Globo Da Vinci datata 1504 da S. Missinne nel 2013. Fu acquistato a Parigi nel 1855 dall'architetto Richard Morris Hunt, che lo donò a James Lenox, la cui collezione entrò a far parte della Biblioteca Pubblica di New York, dove tuttora risiede.
Nelle sue memorie, Henry Stevens ha ricordato di aver visto il globo mentre cenava con Hunt nel 1870. Hunt era ambivalente riguardo al globo, che aveva comprato "per una canzone", e stava permettendo ai suoi figli di giocarci. Stevens ne riconobbe il valore e sollecitò Hunt a conservarlo nella Lenox Library, che stava progettando all'epoca. Stevens prese in prestito il globo per accertarne l'età con l'aiuto di Julius Erasmus Hilgard, che lavorava per il Coast Survey, un predecessore del National Geodetic Survey degli Stati Uniti.

## Pubblicazioni

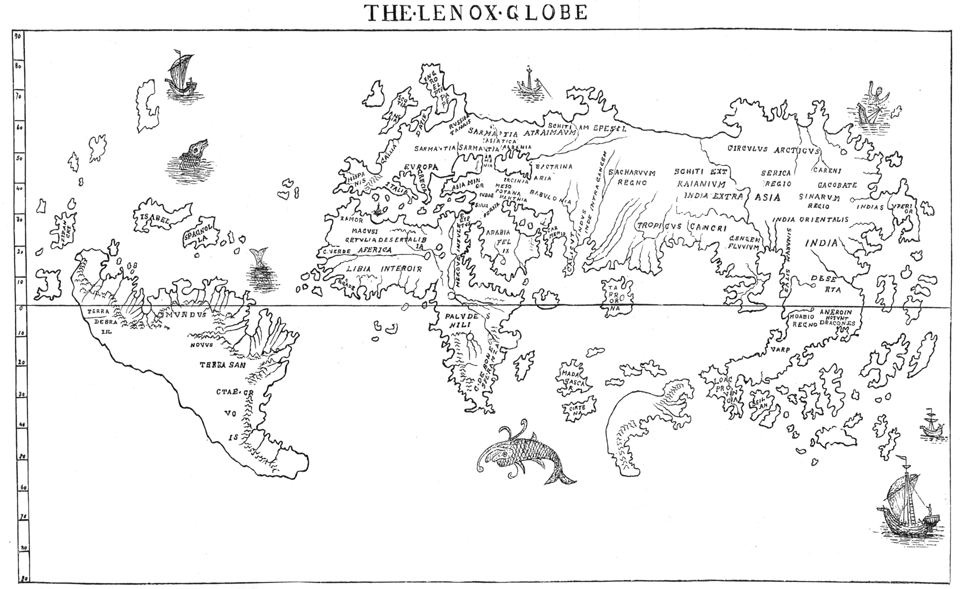
Il globo Lenox, di B.F. De Costa

Il primo articolo conosciuto sul globo fu scritto da B.F. de Costa per il Magazine of American History nel settembre 1879. Gabriel Gravier ristampò l'articolo con ulteriori commenti nel Bulletin de la société normande de géographie nello stesso anno.
Tuttavia, nessuno dei due articoli collega hic sunt dracones ai draghi. Da Costa scrive:
In questa regione [Cina, chiamata "India orientale" sul globo], vicino alla linea equatoriale, si vede "Hc Svnt Dracones", ovvero qui sono i Dagroiani, descritti da Marco Polo come viventi nel Regno di "Dagroian". Queste persone... banchettavano con i morti e raccoglievano le loro ossa (B.II. c.14, ed. di Ramusio. )
Nella sua traduzione dell'articolo di Da Costa, Gabriel Gravier aggiunse che il Regno di Dagroian di Marco Polo era a Java Minor, o Sumatra, ben lontano dal punto indicato sul Lenox Globe.
De Costa notò una grande massa di terra senza nome raffigurata nella parte meridionale dell'emisfero orientale sul Lenox Globe e suggerì, "con estrema diffidenza", che questa terra rappresentasse l'Australia, fuori luogo in questa posizione. Se è così, disse, "sarebbe necessario concludere che, anche se fuori luogo sul Lenox Globe, l'Australia era nota ai geografi di quel primo periodo". Stefaan Missinne sostiene che questa grande isola rappresenta il Regio Patalis , che si diceva fosse un'isola a sud dell'India nell'influente Ymago Mundi di Pierre d'Ailly.
Il disegno piatto del globo che accompagnava i primi articoli è riprodotto come mappa 7 in A Book of Old Maps Delineating American History di Emerson D. Fite e Archibald Freeman (New York: Dover Reprints, 1969), e come figura 43 nell'opera di Adolf Erik Nordenskiöld, Facsimile-Atlas to the Early History of Cartography (New York: Dover Reprints, 1973).
La Biblioteca pubblica di New York fornisce scansioni ad alta risoluzione del globo sul proprio sito web.

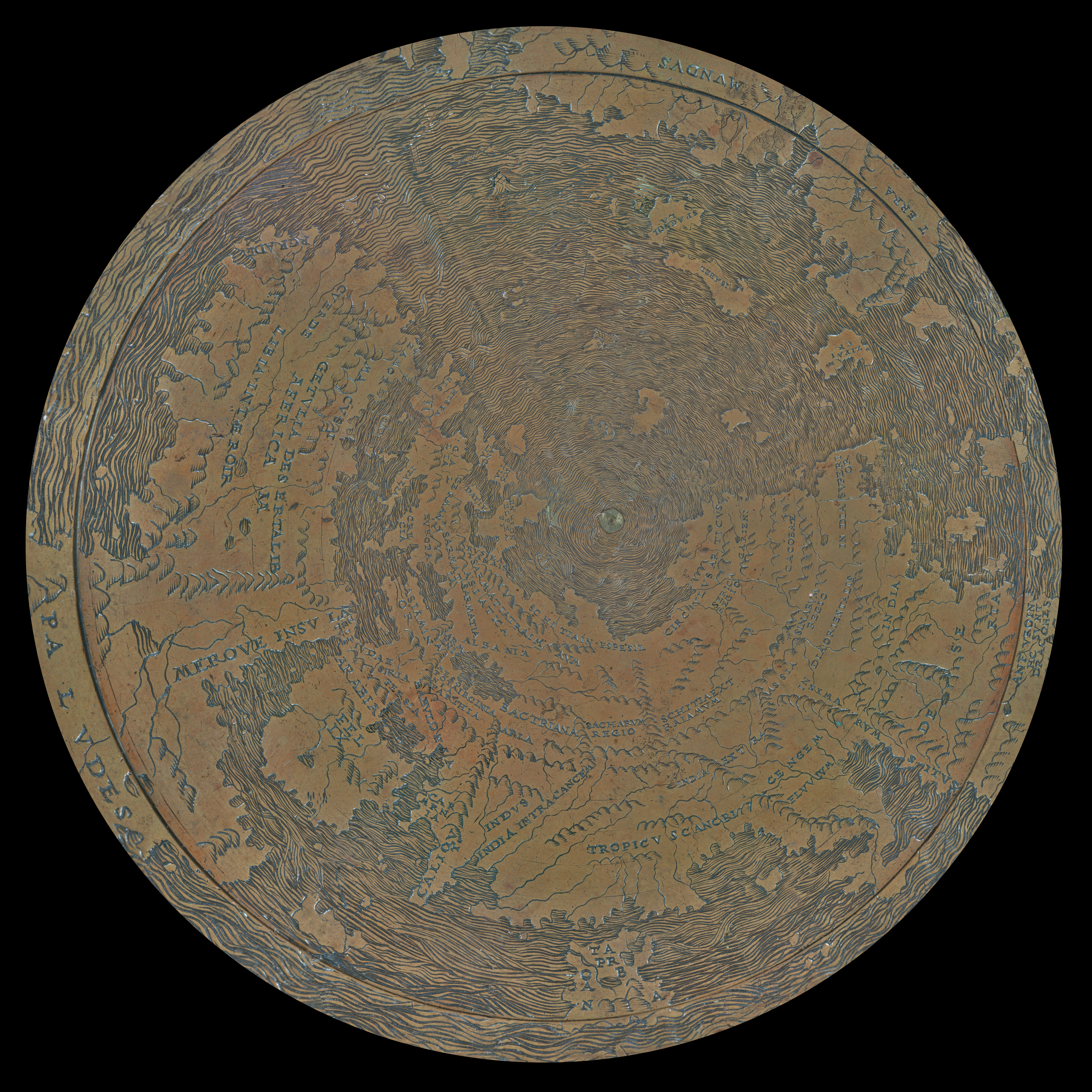
Emisfero nord
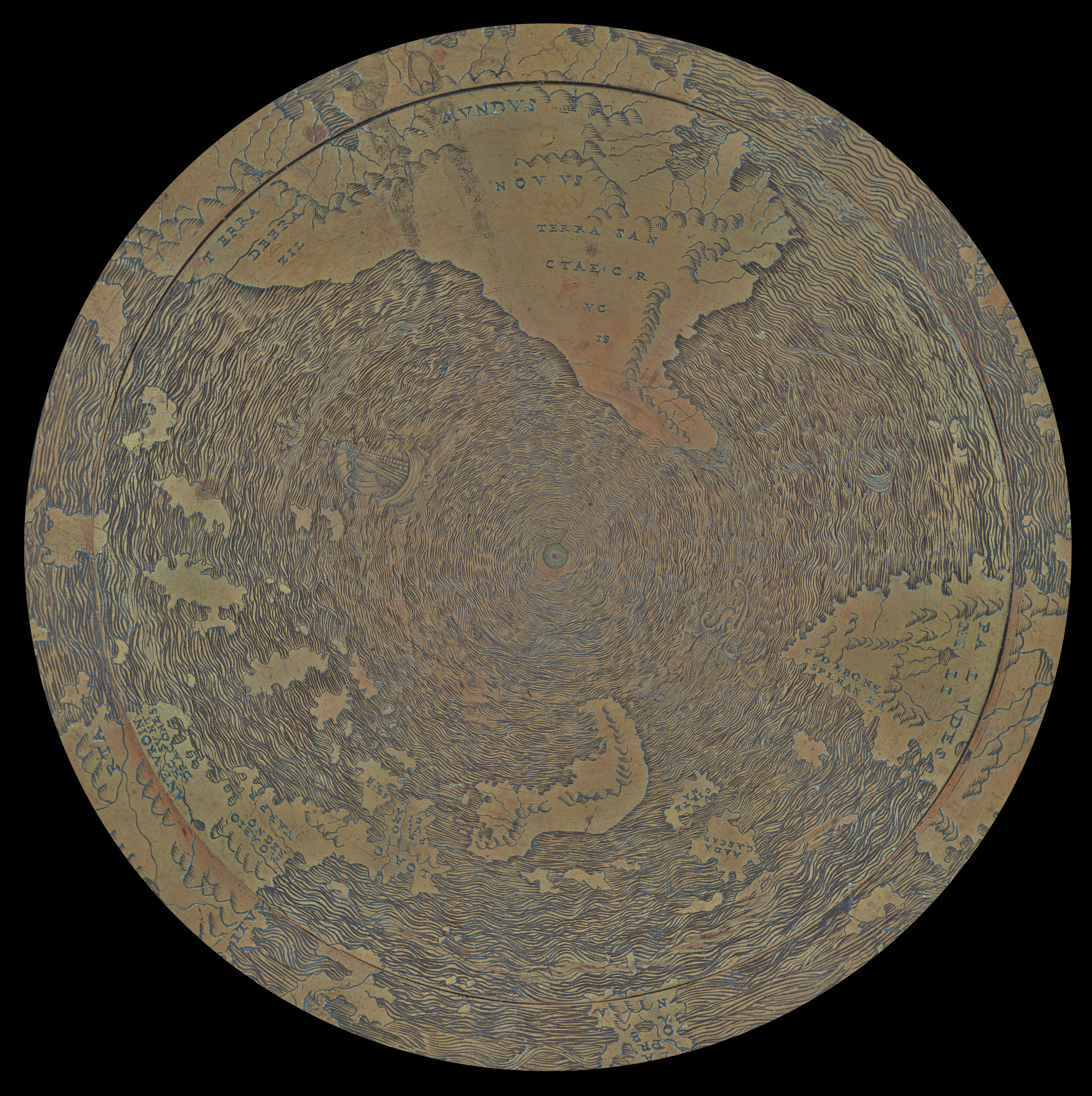
Emisfero sud